# Before I Go
Before I Go is een nummer van de Australische zanger Guy Sebastian uit 2019. Het is de eerste single van zijn negende studioalbum T.R.U.T.H..
Sebastian scoorde al jaren de ene grote hit na de andere in zijn thuisland Australië, maar "Before I Go" haalde daar slechts een 43e positie. In Nederland, waar de zanger tot dan toe relatief onbekend was, betekende het nummer echter de doorbraak voor Sebastian. Het haalde de 9e positie in de Nederlandse Top 40. In Vlaanderen was het nummer minder succesvol met een 43e positie in de Tipparade.